# مارشال فولك
مارشال فولك (بالإنجليزية: Marshall Faulk)‏ هو لاعب كرة قدم أمريكية أمريكي، ولد في 26 فبراير 1973 في نيو أورلينز في الولايات المتحدة.

## وصلات خارجية
- الموقع الرسمي
- مارشال فولك على موقع إي إس بي إن.كوم (أن.أف.أل)3
- مارشال فولك على موقع مرجع كرة القدم المحترفة.كوم (الإنجليزية)
- مارشال فولك على موقع قاعة لويزيانا للمشاهير الرياضية (الإنجليزية)
- مارشال فولك على موقع IMDb (الإنجليزية)
- مارشال فولك على موقع إن إن دي بي (الإنجليزية)
- مارشال فولك على موقع قاعدة بيانات الفيلم (الإنجليزية)